# Eccidio di Nola
L'eccidio di Nola fu la prima strage nazista compiuta in Italia e una delle più gravi avvenute nel sud d'Italia, ma di cui la memoria è alquanto labile.

## I fatti

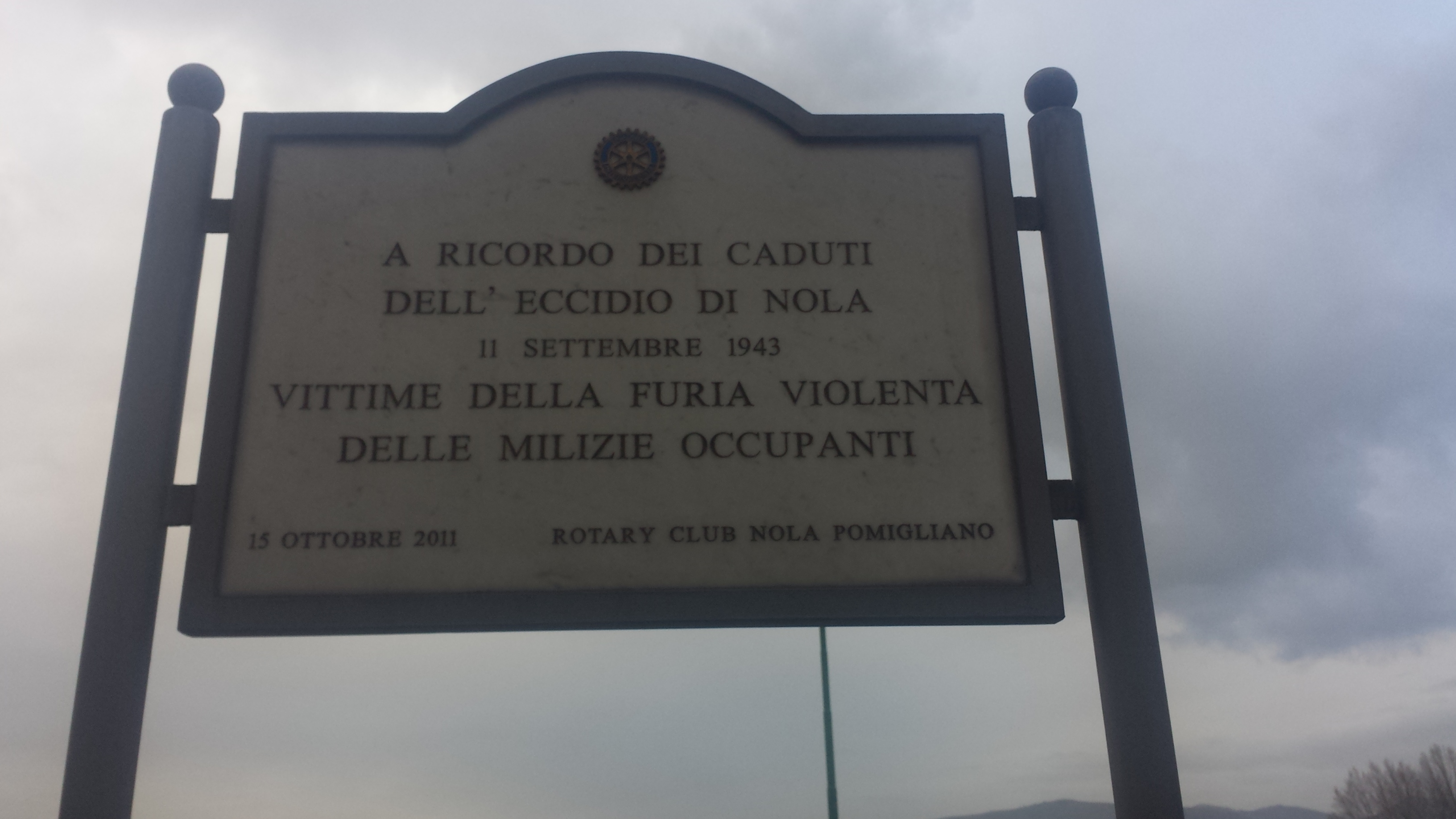
Targa di commemorazione per l'eccidio di Nola, posta in Via Abate Minichini a Nola

Nel 1943 a Nola erano presenti sia le truppe dell'80º Distretto Militare (presso la Reggia "Orsini"), sia le truppe del Deposito del 48º Reggimento di Artiglieria Divisionale (presso la Caserma "Principe Amedeo" poi "Cesare Battisti" sulla Piazza d'Armi).
Dopo lo sbarco di Salerno, avvenuto il 9 settembre, l'armata tedesca di Albert Kesselring decise di convogliare tutte le forze disponibili verso la suddetta città, in modo da organizzare al meglio la difesa.
Il 10 settembre due tedeschi alla guida di una motocicletta tentarono di disarmare i soldati italiani e al loro rifiuto decisero di aprire il fuoco.
I soldati italiani (e forse anche qualche civile) risposero al fuoco e uno dei due tedeschi venne ucciso, mentre l'altro venne catturato (nel conflitto cadde il civile Giuseppe De Luca).
Subito dopo i soldati italiani decisero di inviare una delegazione presso le truppe germaniche di stanza a Nola.
Nonostante i militari italiani fossero disarmati e sventolassero una bandiera bianca i tedeschi aprirono il fuoco contro di loro.
Uno dei militi italiani, il Ten. Odoardo Carrelli, rimase ucciso.
Il giorno dopo truppe tedesche, alle ore 9:15, probabilmente la 2ª Compagnia Corazzata "Hermann Göring" („2. Panzer-Kompanie Hermann Göring“), comandata dal Leutnant Gerhard Tschierschwitz (* Schöneberg, Berlin, Germania, 23.04.1920; † Tutzing, Bayern, Germania, 17.01.1997), del I Battaglione Corazzato "Hermann Göring" („I. Panzer-Abteilung Hermann Göring“), giunsero nella piazza antistante la Caserma "Principe Amedeo" e, nonostante la strenua e coraggiosa resistenza degli italiani, disarmarono le truppe italiane.
Successivamente fecero uscire fuori tutti i soldati di stanza e fatta una decimazione, fucilarono sommariamente 10 ufficiali.
Qualche giorno dopo vennero uccisi anche i civili Antonio Mercogliano e Gaetano Santaniello, che pare avessero compiuto il sabotaggio delle linee telefoniche sulla strada ferrata.
Il 1º ottobre i nolani riuscirono a prendere le munizioni conservate nella locale caserma dei Carabinieri e fronteggiarono le truppe tedesche che, nel clima generale di fuga di quei giorni, furono costrette ad abbandonare la città.

## Onorificenze
Tutti gli Ufficiali trucidati furono insigniti della Medaglia di Bronzo al Valor Militare.
Il Ten. Enrico Forzati, venne insignito, in fine, della Medaglia d'Oro al Valor Militare, per essersi offerto a sostituire un commilitone, come emerge dalle relazioni ufficiali redatte dall'Arma dei Carabinieri.

## Elenco delle vittime
- 10 settembre 1943[5]:

1. Giuseppe De Luca (* Nola (NA), 09.09.1927), studente liceale, per scontro armato con i tedeschi in Piazza d'Armi (Partigiano Combattente Caduto)
2. Giuseppe Napoletano (* Nola (NA), ??.??.19??), contadino, per scontro armato con i tedeschi sul Ponte di Ciccone
3. Ten. Cpl. (Dep. 48º Regg. Art. Div.) Edoardo Carrelli (* Roma (RM), 06.08.1908), docente di Diritto Romano all'Università degli Studi di Messina, (MBVM)

- 11 settembre 1943[7]:

1. Col. S.P.E. di Fanteria (Comandante 80º Distretto Militare di Nola) Amedeo Ruberto (* Alessandria (AL), 31.03.1889) (MBVM)
2. Col. S.P.E. d'Artiglieria (Comandante delle Truppe al Dep. 48º Regg. Art. Div.) Michele De Pasqua (* Lanciano (CH), 19.05.1892) (MBVM)
3. Cap. Cpl. (Dep. 48º Regg. Art. Div.) Roberto Bernizzone (* Civitavecchia (RM), 28.06.1898) (MBVM)
4. Cap. Cpl. (Dep. 48º Regg. Art. Div.) Mario De Manuele (* Palermo (PA), 02.10.1891), commerciante d'abbigliamento, (MBVM, Pratica RicomPart Campania)
5. Ten. Cpl. (Dep. 48º Regg. Art. Div.) Consolato Benedetto (* Reggio Calabria (RC), 29.03.1917) (MBVM)
6. Ten. Cpl. (Dep. 48º Regg. Art. Div.) Enrico Forzati (* Napoli (NA), 24.07.1905) (MBVM, commutata in MAVM, commutata in MOVM, Partigiano Combattente Caduto)
7. Ten. Cpl. (Dep. 48º Regg. Art. Div.) Piero Nizzi (* Reggio dell'Emilia (RE), 04.05.1910) (MBVM)
8. Ten. Cpl. (Dep. 48º Regg. Art. Div.) Alberto Pesce (* Montebelluna (TV), 13.08.1913), architetto, (MBVM)
9. Ten. Cpl. (Dep. 48º Regg. Art. Div.) Giuseppe Sidoli (* Reggio dell'Emilia (RE), 28.02.1902) (MBVM)
10. S.Ten. Cpl. (Dep. 48º Regg. Art. Div.) Gino Rosario Iacovone (* Sulmona (AQ), 12.03.1920) (MBVM)
11. Art. (Dep. 48º Regg. Art. Div.) Domenico Michele Russo (* Prata Sannita (CE), 12.09.1922)

- settembre 1943:

1. (11 settembre) Biagio Minichini (* Nola (NA), ??.??.1???), per scontro armato con i tedeschi
2. (13 settembre) Rocco Sasso (* Nola (NA), ??.??.19??), per scontro armato con i tedeschi
3. alcuni morti (tra cui almeno 1 giovane donna) per il bombardamento tedesco

- 26 settembre 1943[18]:

1. Antonio Mercogliano (* Nola (NA), 13.05.1915), per il sabotaggio delle linee telefoniche c/o FF.SS. (Partigiano Combattente Caduto)
2. Gaetano Santaniello (* Nola (NA), 08.03.1923), per il sabotaggio delle linee telefoniche c/o FF.SS. (Partigiano Combattente Caduto)

- ottobre 1943:

1. (2 ottobre) Giovanni Franzese (* Nola (NA), 11.03.1922), per scontro armato con i tedeschi sul Ponte di Cimitile (Partigiano Combattente Caduto)
2. (2 ottobre) Vito Barone (* Nola (NA), ??.??.1???), per cannoneggiamento tedesco su Piazza Matteotti

### Documentari
- Francesco Ceparano, L'eccidio di Nola, Documentario, promosso da Extra Moenia e dall'Associazione Nazionale Mutilati ed Invalidi di Guerra, è stato sostenuto dal Fondo Italo Tedesco dall'Ambasciata della Repubblica Federale di Germania a Roma e dal Ministero degli Esteri, con il Patrocinio Morale Comune di Nola, 2019